# Coleophora eilatica
Coleophora eilatica is een vlinder uit de familie kokermotten (Coleophoridae). De wetenschappelijke naam van deze soort is voor het eerst geldig gepubliceerd in 1994 door Baldizzone.
De soort komt voor in tropisch Afrika.